# 羽里早紀子
羽里 早紀子（はり さきこ、1981年6月1日 - ）は、日本の女優・タレント・モデル。（株）TIARA-FRONTIER （ティアラ・フロンティア）所属。徳島県出身。血液型O型。身長:168cm。

## 来歴・人物
- 学生時代からモデル活動を始め、2004年NHK「もっと恋セヨ乙女」でドラマデビュー。
- 趣味は読書。特技はクラシックバレエ。
- 浅田真央の大ファンで、出場したフィギュアスケートの試合を観戦したり[1]、姉の浅田舞が出演したイベントを見に行ったりするほどである[2]。

## 出演

### CM
- 国税庁 （2002年）
- 花王「ケープ」 （2003年）
- スナッチ 〜ハーゲンダッツアイスクリーム篇〜 （2003年）
- Canon「Pixus プリンター2004」 （2004年）
- アコム「夫婦の思い篇」 （2005〜2006年）
- NTTコミュニケーションズCoDen〜冬の終わり篇〜 （2006年）
- JR東日本 TOKYO STATION CITY 〜ミュージカル篇〜 （2008年）
- オールスターフィナンシャルジャパン 投資ファンド 〜積立投資篇〜 （2009年）
- 健康コーポレーション どろあわわ石鹸 インフォマーシャル （2010年〜）
- JD RAZAR Training Bike （2010年〜・web cm）
- Car Goods Focus 洗車の日ムービー （2011年〜・web cm）
- POKESLIM  Vacu and lift Roller （2010年〜・web cm）
- 三菱地所レジデンスパークハウス津田沼 奏の杜 （2011年〜）
- Car Goods Focus ワイパー交換ムービー  (2011年〜・web cm)
- 七保 craftsmanship （2011年9月〜）
- nissen インフォマーシャル　イメージモデル （2011年〜）
- 花王 生CM （2011年12月21日〜 ）
- ダスキン 「よろしくレンジフード篇」「よろしくLaLa篇」 （2012年2月〜）
- アパラ 洗車の日 特別ムービー （2012年4月〜）
- ダスキン 「ビジネスサービス篇」 （2012年8月〜）
- 久光製薬  アレグラFX 「ヒーローショー篇」 （2014年1月〜）

### テレビ
- ムービームービー（2002年　テレビ関西）
- ちゃんネプ うふふガールズ（2003年　ANB） レギュラー
- もっと恋セヨ乙女 第24話（2004年　NHK） 受付嬢・澤田役
- 熟年離婚 第3話（2005年　ANB） バンドマネージャー役
- T・R・Y〜夢への階段〜（2005年　TVK,KBS,TV埼玉他） レギュラー  岡嶋泰子役
- カンブリア宮殿 村上龍経済トークバラエティ（2006〜2008年　TX） レギュラーアシスタント
- 「新日本人」結婚したい女たち（2008年　TX） 80年代モデル役
- 赤川次郎ミステリー「4姉妹探偵団」第7話（2008年 ANB） 前田みゆき役
- 土曜ワイド劇場「検事・朝日奈耀子7」（2009年　ANB） レポーター役
- 離婚同居 第2話（2010年　NHK） 受付嬢役
- 豆腐姉妹 第1話（2010年　WOWOW） インタビューアー役
- 絶対零度〜未解決事件特命捜査 第2話（2010年　CX） 看護師役
- 女神のキセキ（2011年 テレビ東京） テレサ・テン役
- 三毛猫ホームズの推理 第5話、第6話（2012年　NTV） 神田照代役
- ATARU 第1話 （2012 TBS） 事務員役
- トッカン -特別国税徴収官- 第7話（2012年 NTV）ブティック店員役
- 土曜ワイド劇場「アナザーフェイス〜刑事総務課・大友鉄〜2」（2013年　ABC） 母親役
- 35歳の高校生 第11話（2013年 NTV） 看護師役
- ガリレオ 土曜プレミアム・ガリレオXX内海薫 最後の事件 愚弄ぶ（もてあそぶ）（2013年 CX） フリーマーケットに出店している家族の妻役
- あまちゃん 第13週 75回（2013年 NHK）司会アシスタント役
- 東京バンドワゴン〜下町大家族物語 第9話（2013年 NTV）コウの前妻 早苗役
- Dr.DMAT 第1話（2014年 TBS）妊婦 宮本加奈子役
- 孤独のグルメ Season4 第9話 （2014年9月3日、テレビ東京）- カップル女性客 役
- 残念な夫。 第1話（2015年 CX）インタビューされた夫婦の妻役
- ふなっしー探偵（2016年 CX）瞳ちゃん(女の子)のお母さん役
- スペシャリスト 第7話（2016年 テレビ朝日）室川典子役
- 水曜ミステリー「警視庁さくらポリス〜最強の姉妹捜査官〜」（2016年 テレビ東京）成和医科大学附属病院 看護師 中島潤役
- Chef〜三ツ星の給食〜 第3話・第10話（2016年 CX）児童の母親役
- 金曜8時のドラマ「警視庁ゼロ係 second season ～生活安全課なんでも相談室～」（2017年 テレビ東京）第二話 沢村元総理のインタビュアー役
- 木曜劇場「刑事ゆがみ」（2017年 CX）第三話 真下巡査部長の妻役
- 木曜ドラマ「ブラックリベンジ」（2017年 NTV）第四話 発表会の司会者役
- 仮面ライダービルド 第31話 (2018年 テレビ朝日)  万丈龍我の母親 万丈優里役
- ドロ刑 第7話（2018年 NTV） 関東医科大学付属病院 事務員役

### PV
- Base Ball Bear「ドラマチック」 （2007年）チアリーダー・リーダー役

### 映画
- PLAY BALL （2002年　監督 マッコイ斎藤）
- ダメジン （2003年　監督 三木聡）
- Tokyo10＋1 （2003年　監督 Higuchinsky）

### スチール
- HONDA （2004年）
- Canon　Pixus プリンター （2005年）
- アコム （2005〜2006年）
- デニーズ （2006年）
- GINZA O-LEG therapy （2007年）
- JMC （2009年）
- ウェアハウス （2010年）
- スポーツ報知 Lets 独断グルメ （2010年）
- ピジョン （2011年）
- 東京電力 （2011年）
- リクルート住宅情報誌 サンタクス調布ヶ丘 （2011年）

### ナレーション
- 豚料理専門店「いのこ家」 web cm （2008年〜）
- 外資系投資ファンドwebcm （2009年）
- POKESLIM  Vacu and lift Roller （2010年）
- JD RAZAR Training Bike （2010年）
- Car Goods Focus 洗車の日ムービー （2011年）
- オールスターフィナンシャルジャパン （2009年）

### 舞台
- kanukuso「force」 （2002年 作・演出 迫田元） 桃子 役
- kanukuso「サブストーリーゼロ」 （2003年  作・演出　迫田元） 大和田雪乃 役
- あかの他人プロデュース公演「GOOD MORNING」（2003年　作・演出 西秋元喜）  萬スタジオ しのぶ先生 役
- 新宿パープルパンダ「ファイナルファイナンス」（2003年　作・演出　柏村栄行） 春奈 役
- 新宿パープルパンダ「ミラノで夕食を」 （2004年　作・演出　柏村栄行） 長谷川彩 役
- 新宿パープルパンダ「今夜、ここで逢えたら」 （2005年 作・演出　柏村栄行） 美也子 役
- 新宿パープルパンダ「冬の夜空はアリゾナ州」 （2005年 作・演出　柏村栄行） 山田麻美 役
- 新宿パープルパンダ「社長泥棒★」 （2006年 作・演出　柏村栄行）　松木玲奈 役
- 新宿パープルパンダ「DOUBT〜疑いの目〜」 （2007年 作・演出 柏村栄行）シアターモリエール 杉山真央 役
- ランカウイ倶楽部Present's グワィニャオン＋岩山T★Three「OJI〜ヘンテコリンなわんぱくおじさん〜」 （2007年 作・演出 西村太佑） 前進座劇場 大山涼子 役

## MC・司会
- 日本映像技術協会　表彰式 （2008年）
- 日本郵政記念日式典 （2008年）
- かんぽ財団 主催 日本経済の行方 （2009年）
- 理科学技術論文コンクール （2009年）
- かんぽ財団 主催   提言 日本経済の未来を拓く （2012年）

## 雑誌
- ヤングマガジン （講談社）
- non-no （集英社）

## 受賞歴
- アパホテル主催 真心笑顔美人コンテスト　審査員特別賞受賞 （2010年）